# Chusquea perligulata
Chusquea perligulata là một loài cỏ thuộc họ Poaceae.
Loài này chỉ có ở Ecuador.